# Château de Neuschwanstein
Pour les articles homonymes, voir Neuschwanstein.
Le château de Neuschwanstein [nɔʏˈʃvaːnʃtaɪn]  est situé sur un éperon rocheux haut de 200 mètres, près de Füssen, en Bavière (Allemagne) à proximité de la frontière autrichienne.
Construit sur ordre du roi Louis II de Bavière entre 1869 et 1886, c'est aujourd'hui le château le plus célèbre d'Allemagne, visité chaque année par plus d'un million de touristes.

## Genèse et construction
« Il est dans mon intention de reconstruire la vieille ruine du château de Hohenschwangau près de la gorge de Pöllat dans le style authentique des vieux châteaux des chevaliers allemands, et je vous confesse que je me languis de vivre ce jour (dans trois ans) ; il y aura plusieurs salles confortables et chambres d'hôtes avec une vue splendide du noble Säuling, les montagnes du Tyrol et loin à travers la plaine ; vous connaissez l'hôte vénéré que je voudrais voir là ; l'endroit est un des plus beaux qu'on puisse trouver, sacré et inaccessible, un digne temple pour l'ami divin qui a apporté le salut et la bénédiction au monde. Il vous rappellera également Tannhäuser (Salle des chanteurs avec une vue du château dans le fond), Lohengrin (cour de château, couloir ouvert, chemin vers la chapelle) ; ce château sera de toute manière plus beau et habitable que Hohenschwangau qui est plus loin vers le bas et qui est profané chaque année par la prose de ma mère ; ils auront leur vengeance, les dieux profanés, et viendront vivre avec nous sur les hauteurs élevées, respirant l'air du ciel »
— Lettre de Louis II écrite à Richard Wagner le 13 mai 1868.
Pendant son enfance, Louis II passe ses étés au château de Hohenschwangau (qui se trouve sur une colline, en dessous de Neuschwanstein). Le château a été restauré en 1837 par son père Maximilien II, en style néo-gothique, avec de nombreuses allusions à l'ancienne légende du chevalier au cygne. L'ancien nom de la seigneurie de Schwangau (Gau du cygne) et de l'ancien château de Schwanstein (rocher du cygne) y fait également référence.
Louis II a l'idée de mélanger deux styles architecturaux après avoir visité le château de Pierrefonds (France), de style néogothique, et le château de la Wartbourg (Thuringe), de style néo-roman. Louis II fait construire Neuschwanstein dès 1869 à l'emplacement de deux anciens châteaux forts, Vorderhohenschwangau et Hinterhohenschwangau, qu'il fait démolir. Il décrit le château comme un « digne temple » pour son ami, le compositeur Richard Wagner.

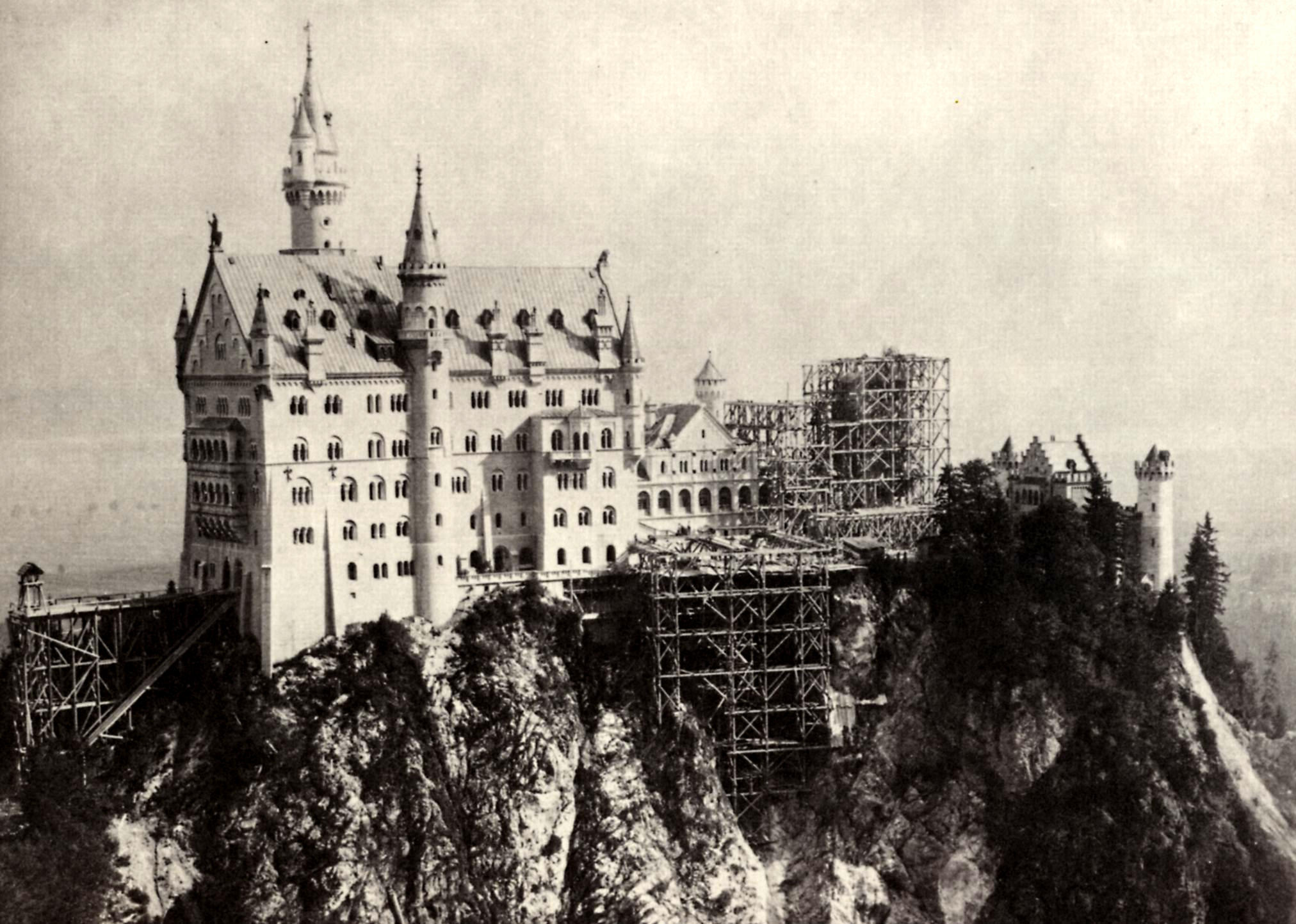
Le château pendant sa construction (vers 1882-1885).

Pour faire construire son édifice, Louis II fait dynamiter la montagne afin d'abaisser de huit mètres le socle des anciens châteaux. Ce n'est qu'après la construction de la route et de l'installation de l'eau courante que la première pierre est posée, le 5 septembre 1869. Les travaux sont dirigés par les architectes Eduard Riedel et Christian Jank. La construction du « nouveau rocher du cygne » (traduction de Neuschwanstein) nécessite d'énormes quantités de matériaux : entre 1879 et 1880 sont utilisés 465 tonnes de marbre de Salzbourg, 400 000 briques, 3 600 m3 de sable et 600 tonnes de ciment.
Louis II s'établit dans le palais en 1884. Deux ans plus tard, après sa mort, le château est ouvert au public, bien qu'il ne soit alors pas encore terminé.
Le projet initial de Louis II et Riedel était plus ambitieux, mais l'État bavarois décide de ne pas poursuivre les travaux à la mort du roi.

## Architecture

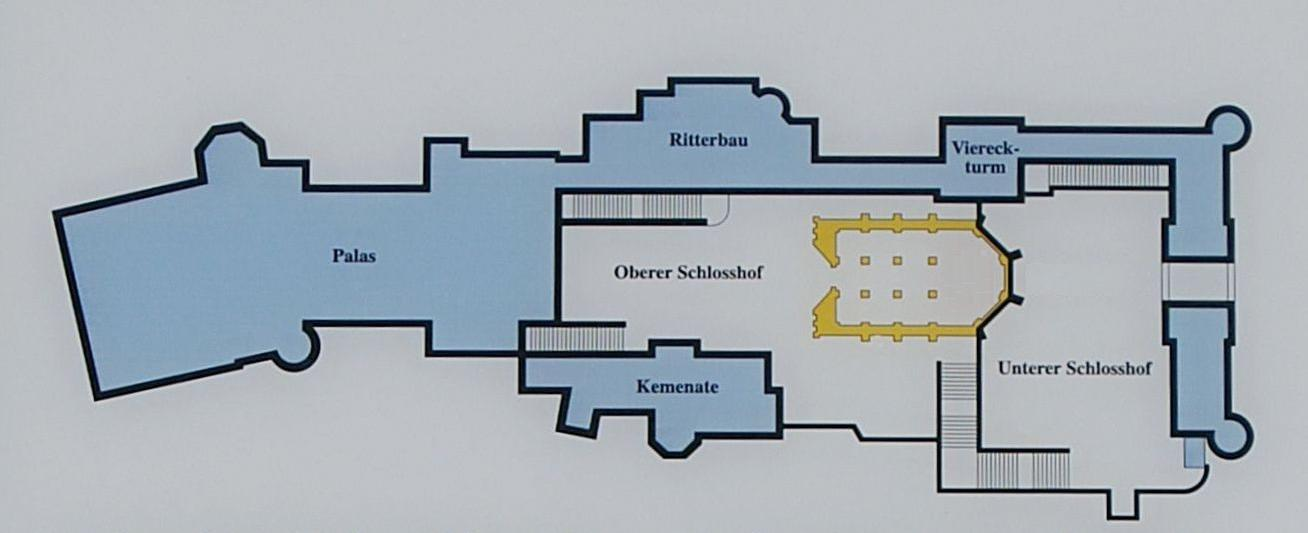
Plan du château. La chapelle prévue dans le plan initial est marquée en jaune.

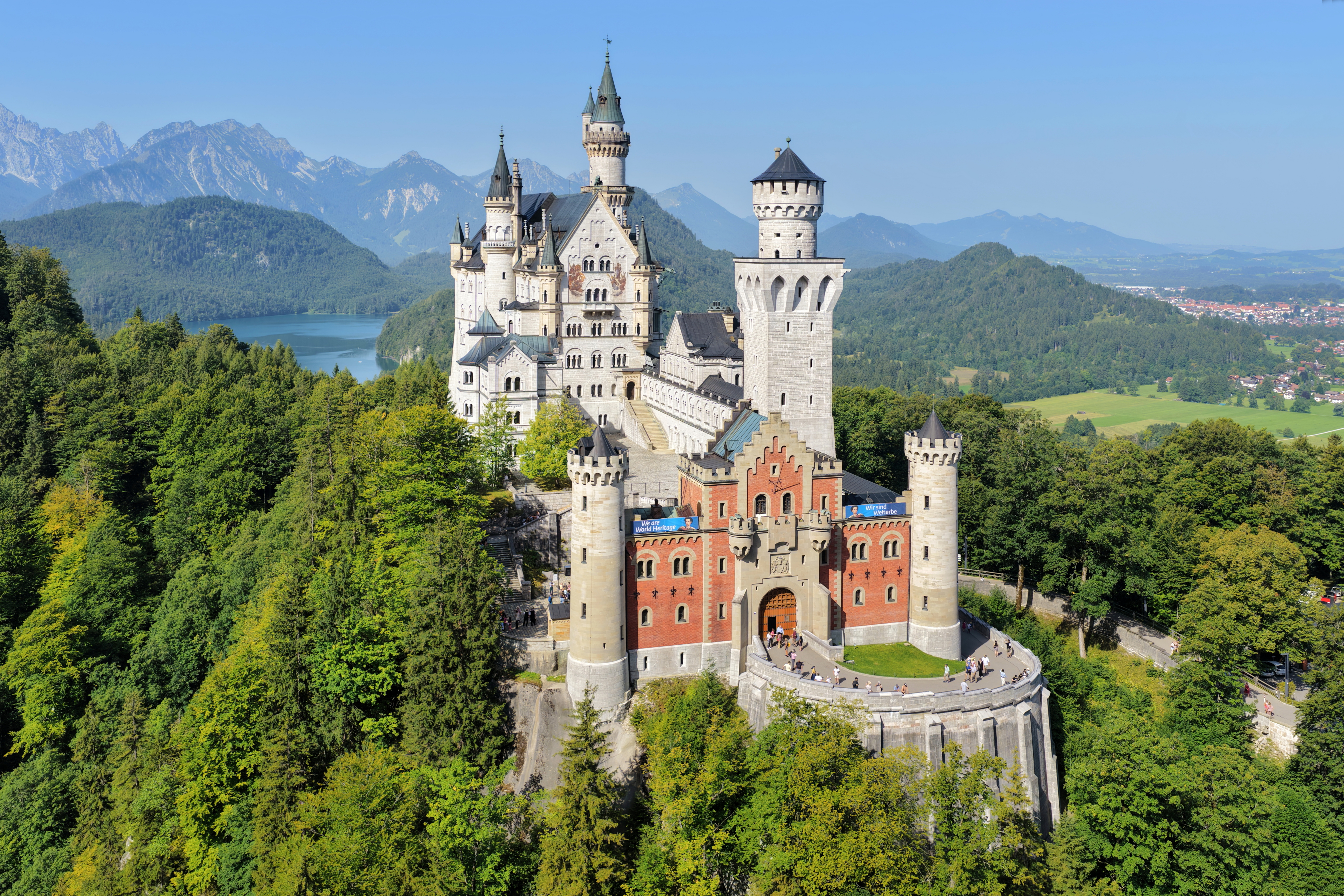
Vue est du château de Neuschwanstein.

Le château de Neuschwanstein est construit en grande partie dans le style néo-roman tardif du début du XIIIe siècle, ainsi qu'en témoignent la construction et l'ornementation du bâtiment (les portails en plein cintre, les arcades des fenêtres et des tours, la position des colonnes et des baies vitrées et des pinacles). Les salles d'habitation du roi et les salles d'apparat des troisième et quatrième étages étaient presque achevées en 1886. Les chambres du deuxième étage, toujours en briques nues, ne sont pas visitées. Sont également présents des éléments néo-gothiques et néo-byzantins, comme la salle du trône. À ce titre, le château est un exemple d'architecture éclectique de l'époque romantique. C'est aussi un exemple typique d'historicisme en architecture.
Le château comporte environ 200 pièces d'une superficie totale de 6 000 m2, dont quinze sont aménagées.

### Hall d'entrée
Le hall d'entrée est divisé en deux nefs. Les voûtes d'arêtes sont ornées de peintures décoratives évoquant le Siegfried de Richard Wagner. Le plancher est recouvert de tuiles de Mettlach. À gauche du couloir, derrière les fenêtres doubles en plein cintre, se trouve le quartier des domestiques.

### Salle du trône

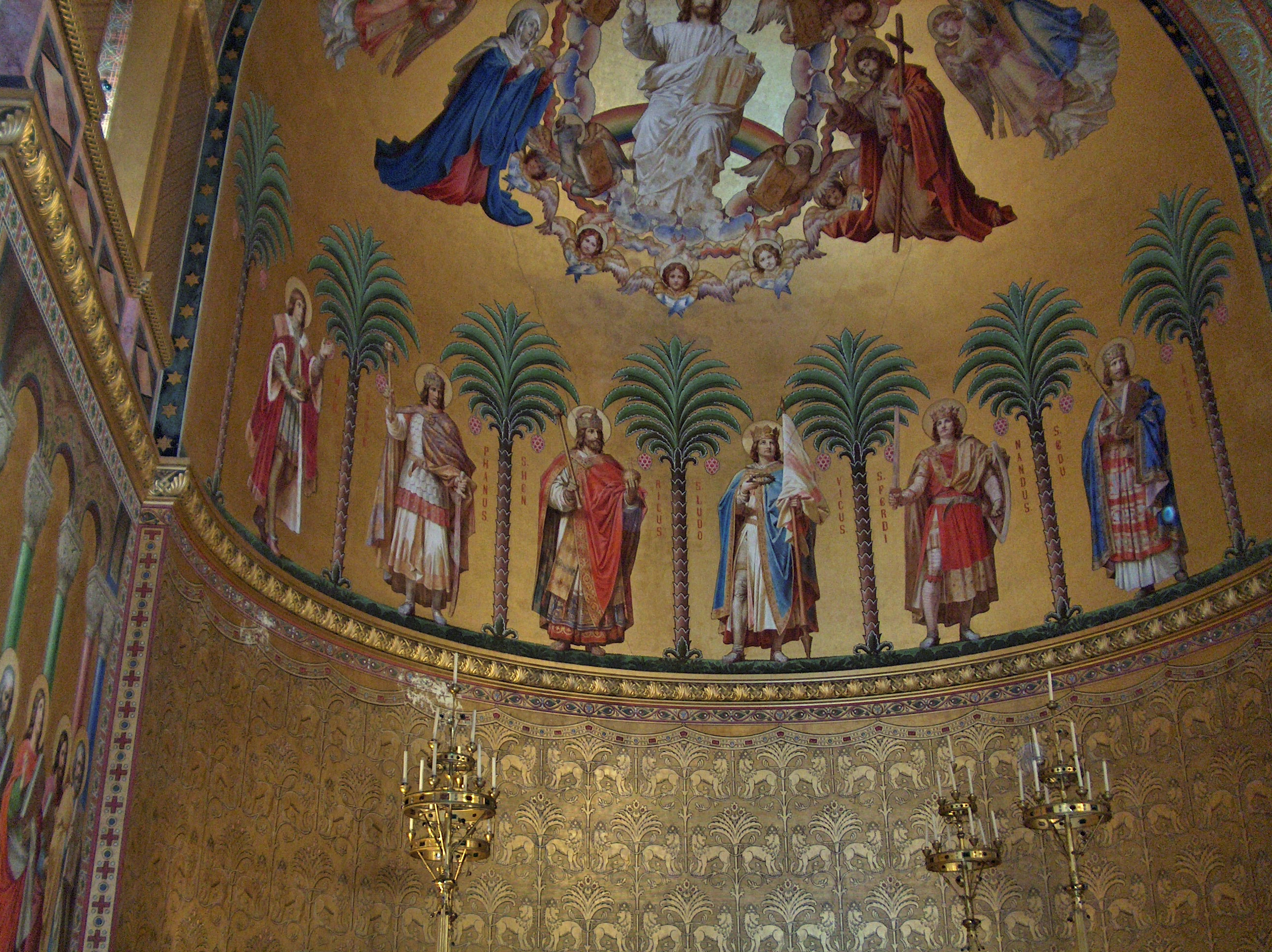
Les rois canonisés

La salle du trône, achevée en 1886 (l'année de la mort du roi), représente la salle du Graal de Parsifal. Le décorateur Eduard Ille et l'architecte Julius Hofmann l'ont conçue dans le style byzantin, inspiré par l'église Sainte-Sophie, à Constantinople (aujourd'hui Istanbul), en mélange avec des éléments de style mérovingien (chapiteaux et décors de arcades). La salle du trône, sur deux étages, possède une série de piliers en imitation de porphyre et de lapis-lazuli. Sous la demi-coupole, dans une alcôve dorée, on atteint la plate-forme du trône par une volée de marches de marbre blanc.
Le trône lui-même, conçu en or et en ivoire, n'a jamais été réalisé, car le roi est mort avant. La plate-forme est encadrée par des peintures représentant les douze Apôtres, et derrière la plate-forme, on peut voir un motif de lions d'or, symbole de la Bavière. Sur fond doré sont représentés six rois européens du Moyen-Âge canonisés (de gauche à droite : Casimir de Pologne, Étienne de Hongrie, Henri II du Saint-Empire, Louis IX de France, Ferdinand III de Castille, et Édouard le Confesseur qui symbolisent l'idéal du chevalier, soldat du Christ. À noter que Louis II était né le jour de la fête de son saint patron.

### Salle à manger
La salle à manger en chêne sculpté est décorée avec des peintures de Ferdinand von Piloty et Josef Aigner. On y voit des figures de « Minnesinger » et des scènes de la Wartburg, au moment du mythique concours de chant 1207. Sur la porte à droite on voit Wolfram von Eschenbach, l'auteur de Parsifal et Lohengrin. La décoration intérieure de la salle est due à Julius Hofmann. La sculpture de la table montre Siegfried combattant le dragon — un cadeau d'artistes de Munich à Louis II.

### Chambre
À la différence des autres chambres, la chambre à coucher du roi est magnifiquement sculptée dans le style néogothique. Quatorze sculpteurs sur bois ont travaillé pendant 4 ans et demi, dit-on, pour réaliser ce décor. Le lit du monarque est couvert de draperies richement brodées. Les peintures murales illustrent l'histoire de Tristan et Isolde, qui avait impressionné le jeune roi de 20 ans dans la version opéra de Wagner. Un ruisseau situé au-dessus du château apporte l'eau qui coule directement à la table de toilette.

### Chapelle
Attenant à la chambre, se trouve une petite chapelle, dédiée au Saint Patron du roi, saint Louis. Richement sculpté, l'autel est encastré dans le mur. Un retable représente des scènes de la vie de saint Louis. Les vitraux à droite montrent Saint-Louis recevant les derniers sacrements.

### Cabinet de toilette
Le cabinet de toilette est couvert de lambris de chêne relativement simples, et les treillages peints sur le plafond donnent l'impression d'une ouverture de la salle vers le ciel. Les peintures murales illustrent la vie et l'œuvre de Walther von der Vogelweide et Hans Sachs. Après le Siegfried du hall d'entrée, et le Tristan de la chambre, cette salle est à nouveau consacrée à l'univers wagnérien avec les Maîtres chanteurs de Nuremberg.

### Grand salon

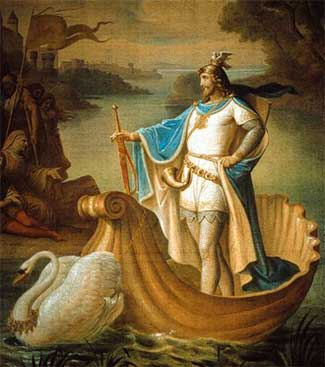
L'Arrivée de Lohengrin à Anvers (détail), peinture d'August von Heckel réalisée en 1886 pour le château de Neuschwanstein.

Richement décoré, le salon, avec son annexe « le coin du cygne », est entièrement consacré à la légende du chevalier Lohengrin, qui avait une importance considérable chez Louis II. Les grandes peintures murales d'Hauschild et von Heckel dépeignent le « Miracle du Graal » et l'« Arrivée de Lohengrin à Anvers ». Louis II, jeune prince était tellement imprégné par l'opéra de Wagner Lohengrin qu'il s'était totalement identifié au chevalier au cygne, et n'hésitait pas à se déguiser en Lohengrin. La tragédie de Lohengrin fut sa solitude essentielle. Ce fut également le sort du roi.

### Cabinet de travail
Le cabinet de travail de style gothique du roi est rempli de références à l'histoire du château de la Wartbourg. Les peintures, serties dans des panneaux muraux finement sculptés, sont l'œuvre de Josef Aigner et illustrent la légende de Tannhäuser et le concours de chant de la Wartburg.

### Salle des chanteurs

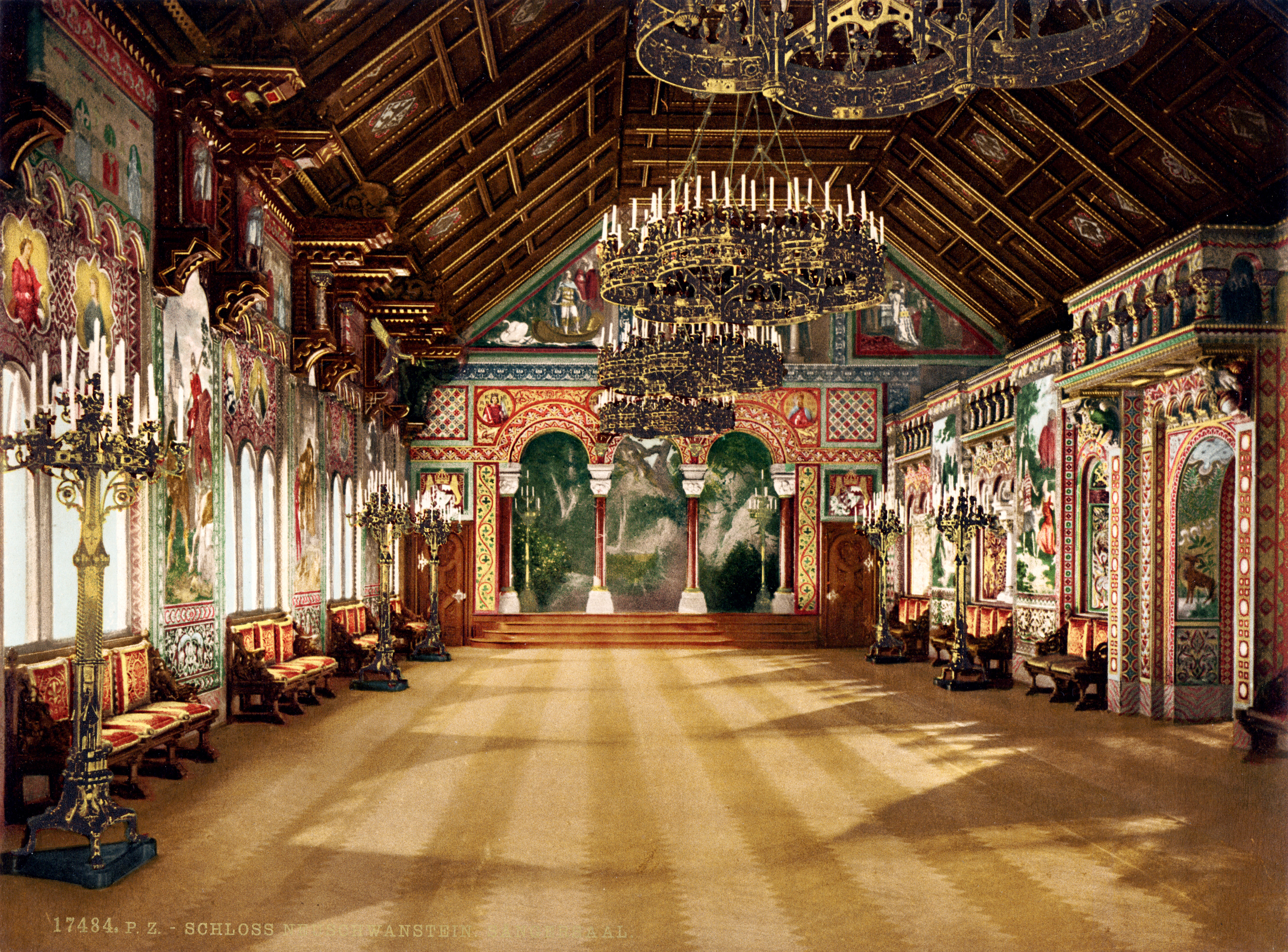
La salle des chanteurs, photographie colorée de la fin du XIXe siècle.

La salle des chanteurs occupe entièrement le 4e étage du château et est une copie de la salle des ménestrels du château de la Wartbourg en Thuringe, réalisée par Julius Hofmann. Le célèbre tournoi des chanteurs de la Wartbourg aurait eu lieu dans cette salle. Ce tournoi fait également l'objet de l'opéra Tannhäuser de Richard Wagner. Louis II s'est rendu à la Wartburg en 1867 à la suggestion de Wagner.
Cependant, le programme pictural de la salle ne montre pas principalement le tournoi des chanteurs, mais plutôt la légende de Perceval et du Saint-Graal, sujet du dernier opéra de Wagner, Parsifal.

### Cuisine
La cuisine, conservée telle quelle, montre comment la technologie moderne a été intégrée à l'atmosphère du Moyen Âge présente dans les étages supérieurs. L'équipement comprend notamment une installation d'eau courante chaude et froide et un système de broches à rôtir automatique, car malgré ses rêveries, le roi n'était pas l'ennemi du progrès technique (surtout s'il lui permettait de concrétiser ses rêves).

## Artistes ayant travaillé au château de Neuschwanstein
- Joseph Matthäus Aigner : peinture
- A. Diessl : sculpture

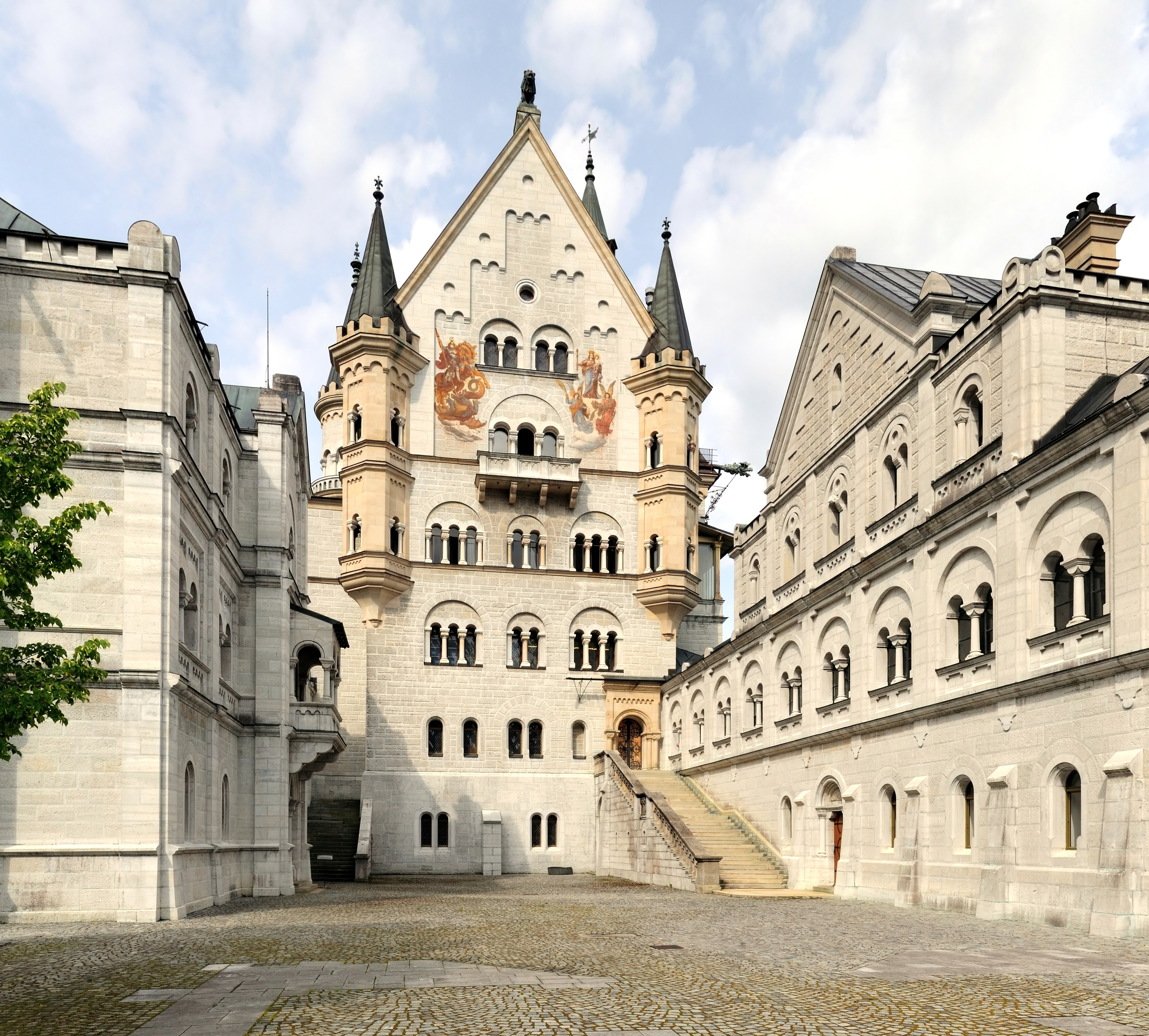
Vue depuis l'emplacement de la chapelle non réalisée au niveau de la cour supérieure: La maison des dames (à gauche) avec balcon d'Elsa de Brabant, la façade du palais central et la maison des chevaliers (à droite), selon les indications scéniques de Wagner pour le château d'Anvers dans le deuxième acte de l'opéra Lohengrin. L'escalier a été fait pour le cortège de mariage à la cathédrale.

- Georg von Dollmann : architecture et génie civil
- Julius Frank : peinture
- Wilhelm Hauschild : peintures murales
- August von Heckel : peinture
- Julius Hofmann : architecture
- Eduard Ille : peinture
- Christian Jank : architecture
- Joseph Gabriel Mayer : vitraux
- Moradelli (Atelier de Munich) : lustres, ferrures de portes
- Josef Munsch : peintures
- Philipp Perron : sculptures
- Anton Pössenbacher : mobilier
- Ferdinand von Piloty : peintures
- Eduard Riedel : architecture et génie civil
- August Spieß : peintures
- Villeroy et Boch : vaisselle
- Wolenweber : lustres et candélabres

## Marienbrücke
On peut pleinement apprécier le paysage romantique des environs du château en allant sur le Marienbrücke, pont qui surplombe de 92 m le fond de la gorge de la Pöllat. Il s'agit d'un pont en porte-à-faux enjambant la chute d'eau haute de 45 m. Le pont, originellement en bois, porte le nom de la mère de Louis II, la reine Marie, princesse de Prusse. En 1866, le fer a remplacé le bois.

## Dépôt nazi pour les œuvres pillées en France
Pendant la Seconde Guerre mondiale, le château sert de dépôts de l'ERR :
21 903 objets d'art dont 5 281 tableaux y sont stockés. En 1944, la majorité des œuvres sont transférées par des hommes de l'ERR vers une région plus sûre et cachée dans une mine de sel de la montagne Altaussee. Le 28 avril 1945 l'Armée américaine atteint le château. Malgré les transferts, 1 300 tableaux des musées de Bavière et de nombreuses œuvres saisies en France s'y trouvent encore, ainsi que toutes les archives de l'ERR. Le film américain Monuments Men retrace l'action du groupe Monuments, Fine Arts, and Archives program chargé de retrouver les œuvres d'art volées par les nazis, notamment celles qui étaient entreposées au château de Neuschwanstein .

## Tourisme
On compte en moyenne de 1,3 million à 1,4 million de visiteurs chaque année. Chaque été, plus de 6 000 visiteurs par jour se bousculent vers les différentes pièces, prévues initialement pour accueillir une unique personne. Il s'agit du château le plus visité d'Allemagne. Il est accessible en voiture mais il faudra ensuite marcher, prendre une navette ou une calèche pour accéder au site. La visite peut être complétée par la projection d'un film sur la vie de Louis II de Bavière.
L'État libre de Bavière dépense environ 132 millions d'euros chaque année pour son entretien et l'amélioration des services aux visiteurs. Néanmoins, cela représente peu face aux profits que Neuschwanstein génère, soit près de 700 millions de dollars chaque année.

## Lieu de tournage
En 2015, une équipe de l'émission Secrets d'Histoire a tourné plusieurs séquences au château dans le cadre d'un numéro consacré à Louis II de Bavière, intitulé Louis II de Bavière, le roi perché et diffusé le 29 mars 2016 sur France 2.

## Galerie

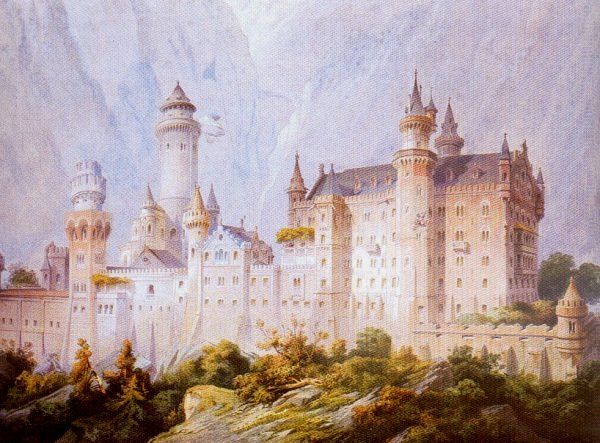
Projet initial. Gouache de Christian Jank, 1869.
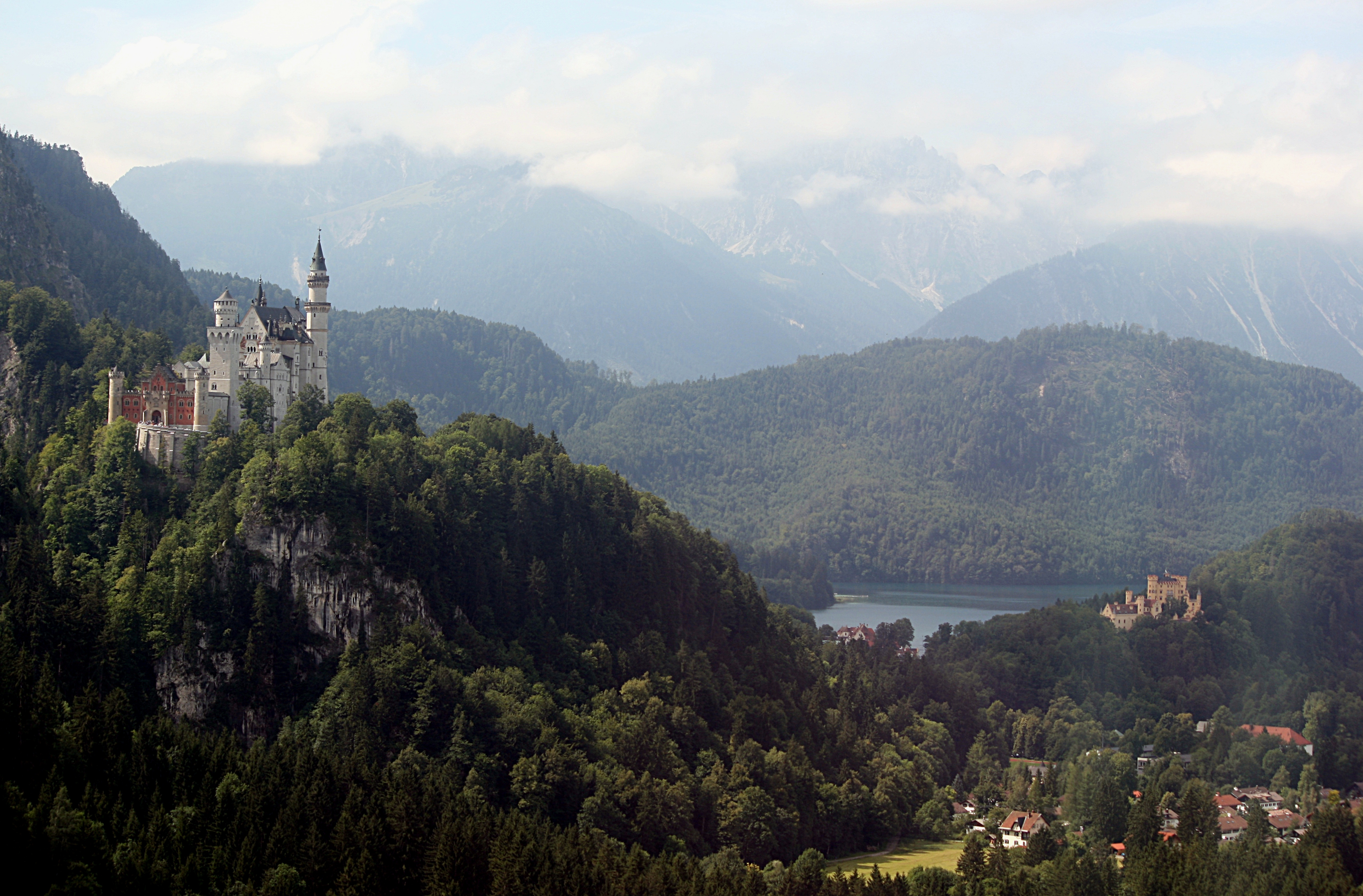
Vue du Nord.
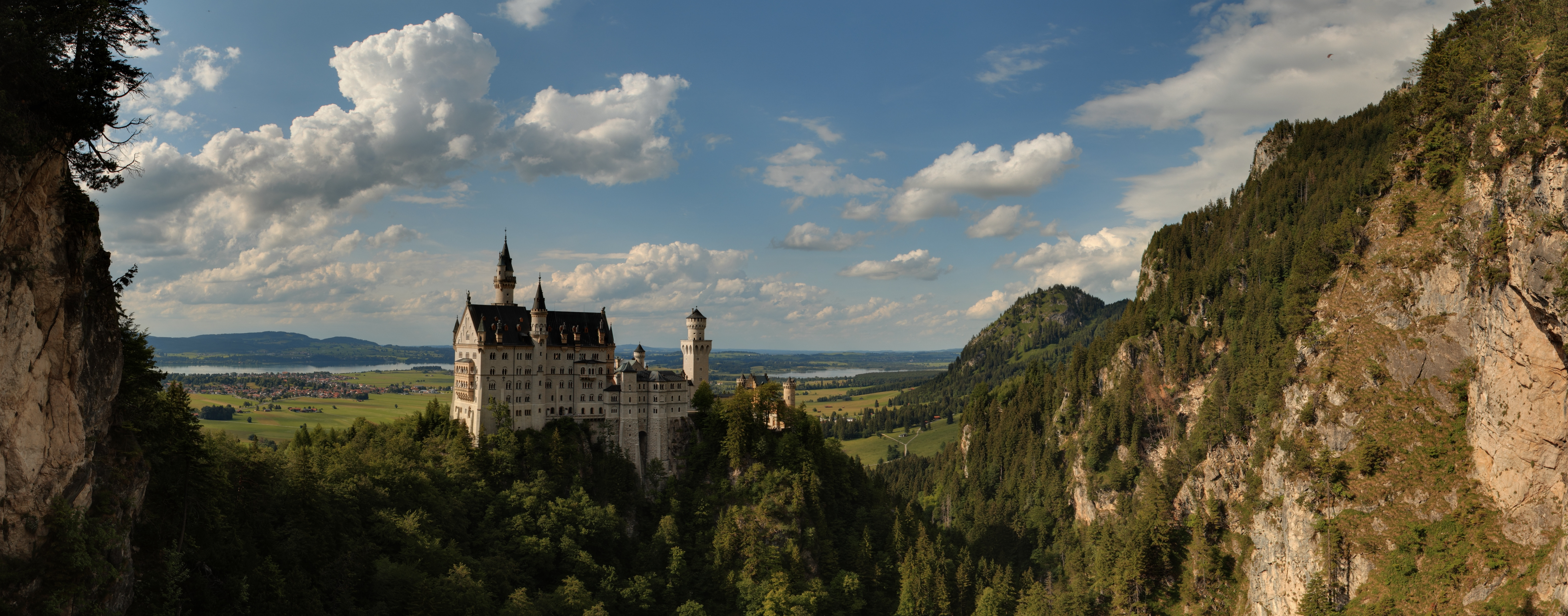
Vue panoramique depuis le Marienbrücke (pont de Marie).
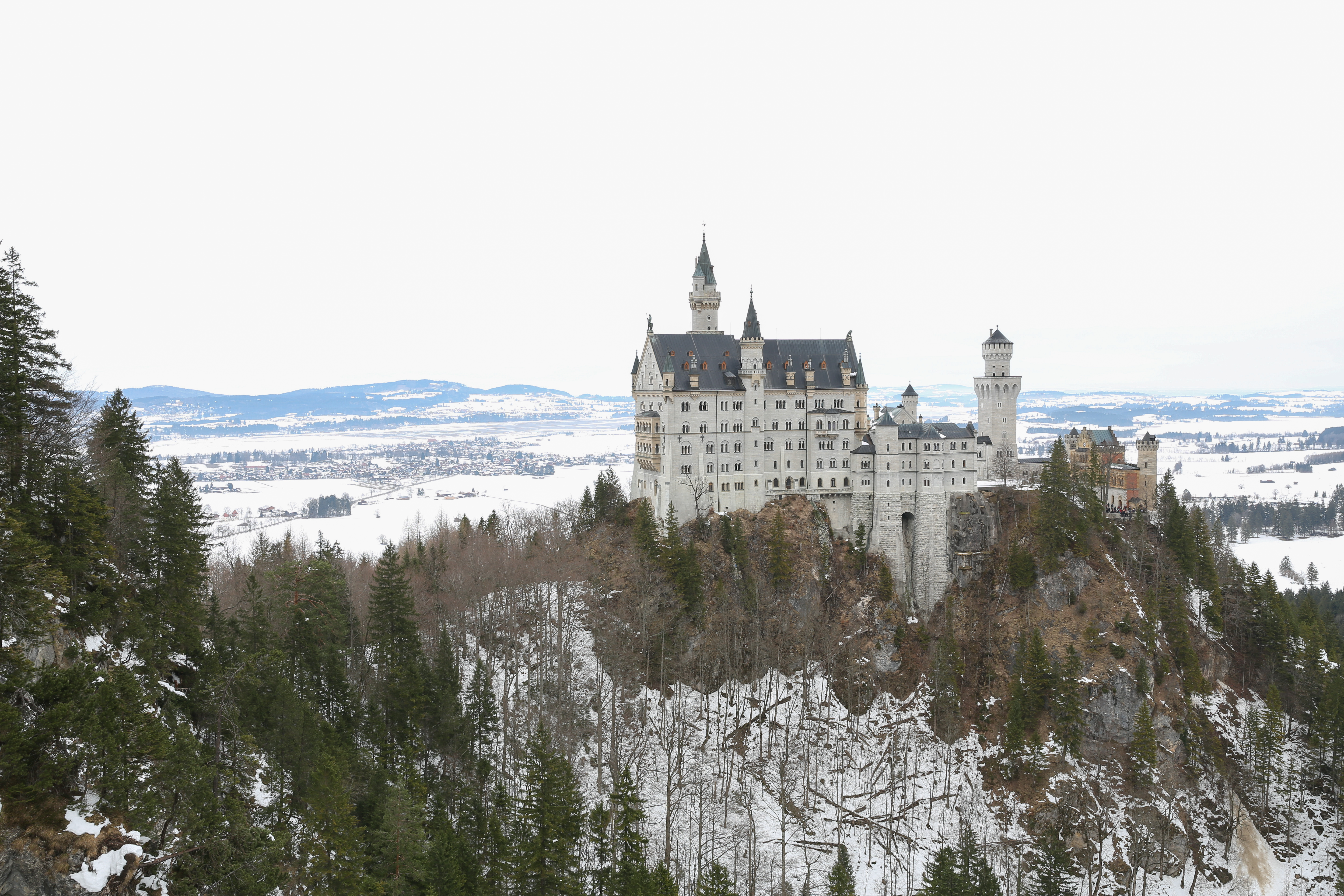
Vue du château en hiver.
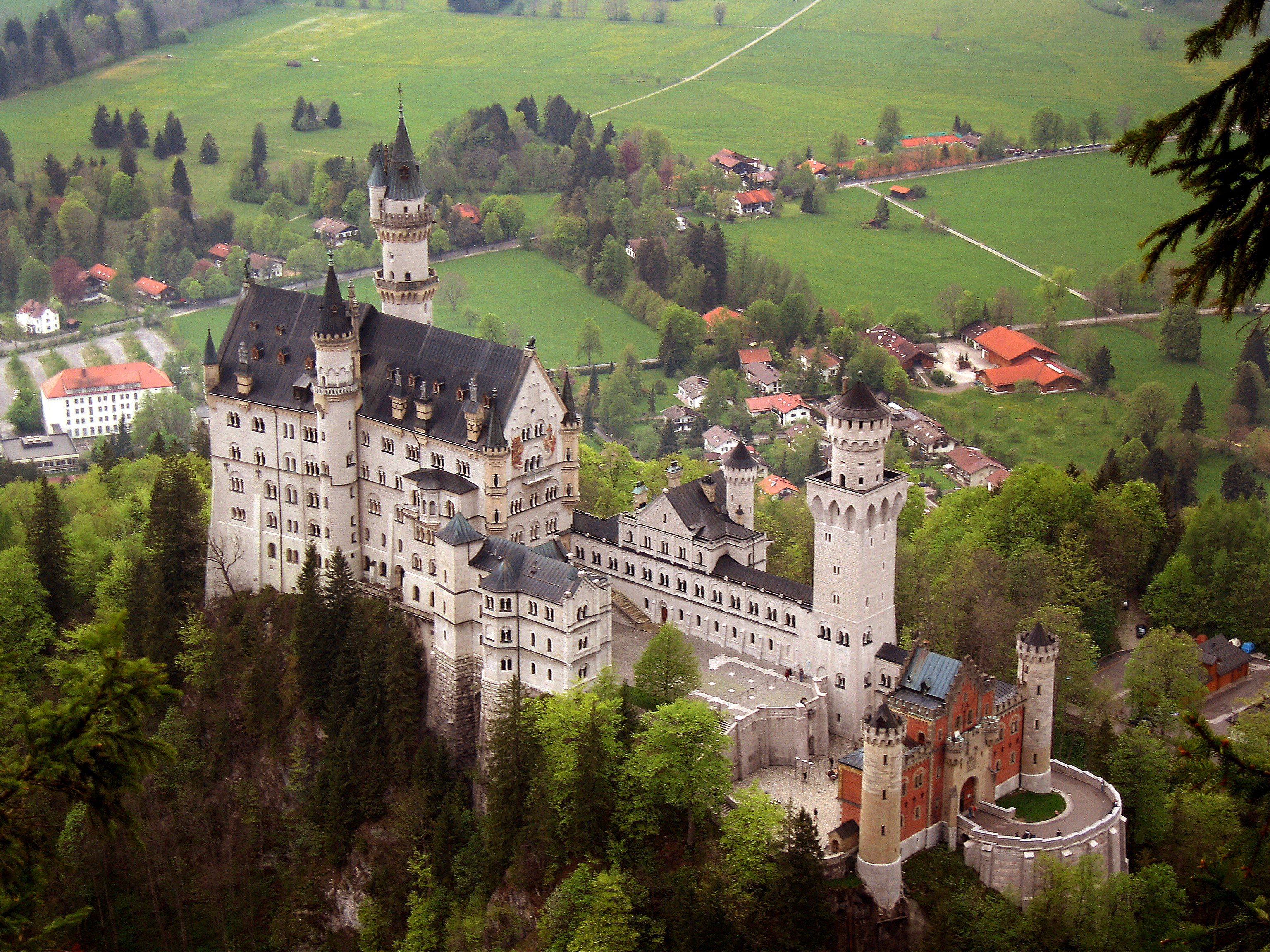
Vue aérienne.
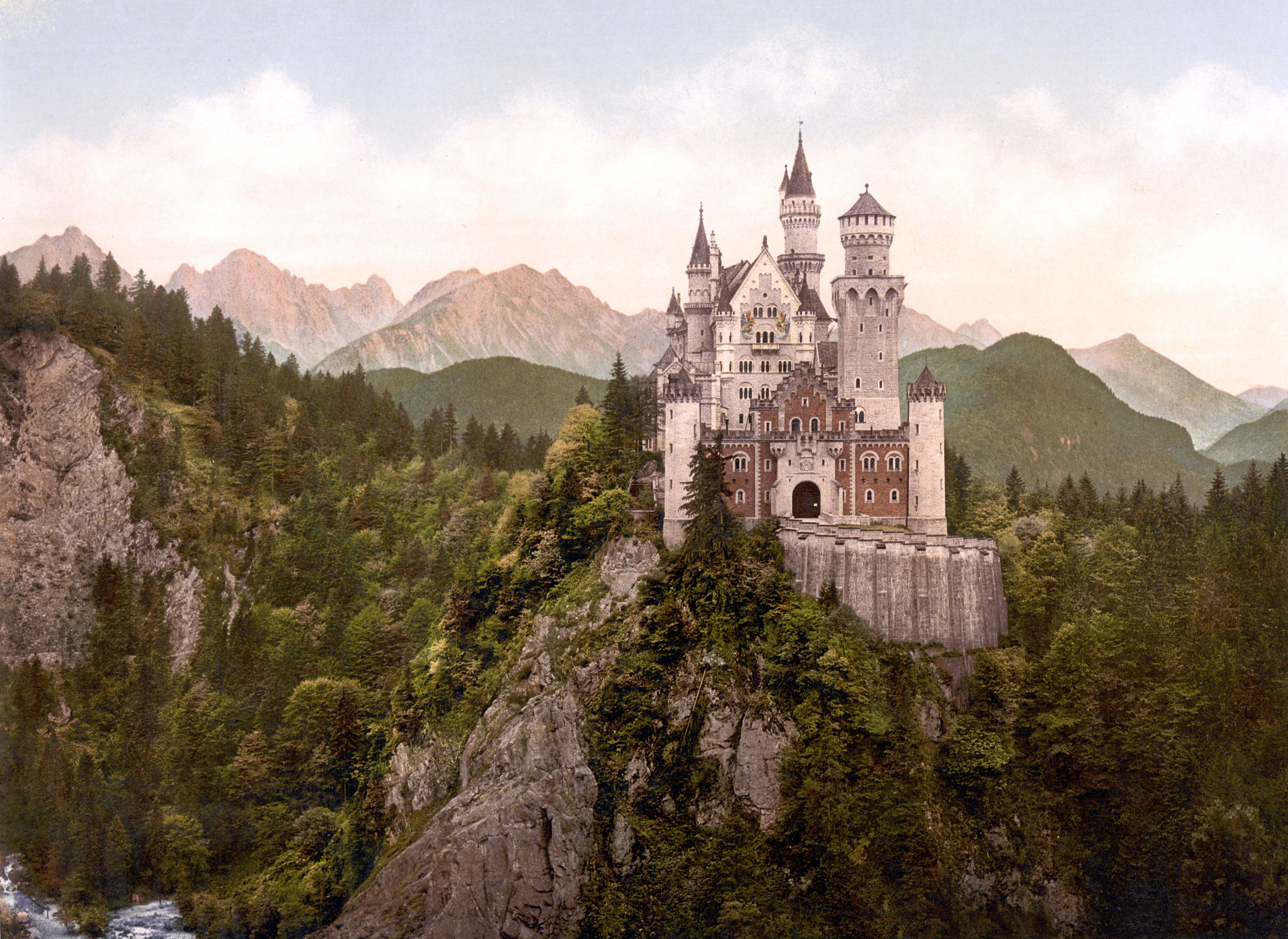
Photochrome du château réalisé à partir d'une photographie prise entre 1890 et 1905.
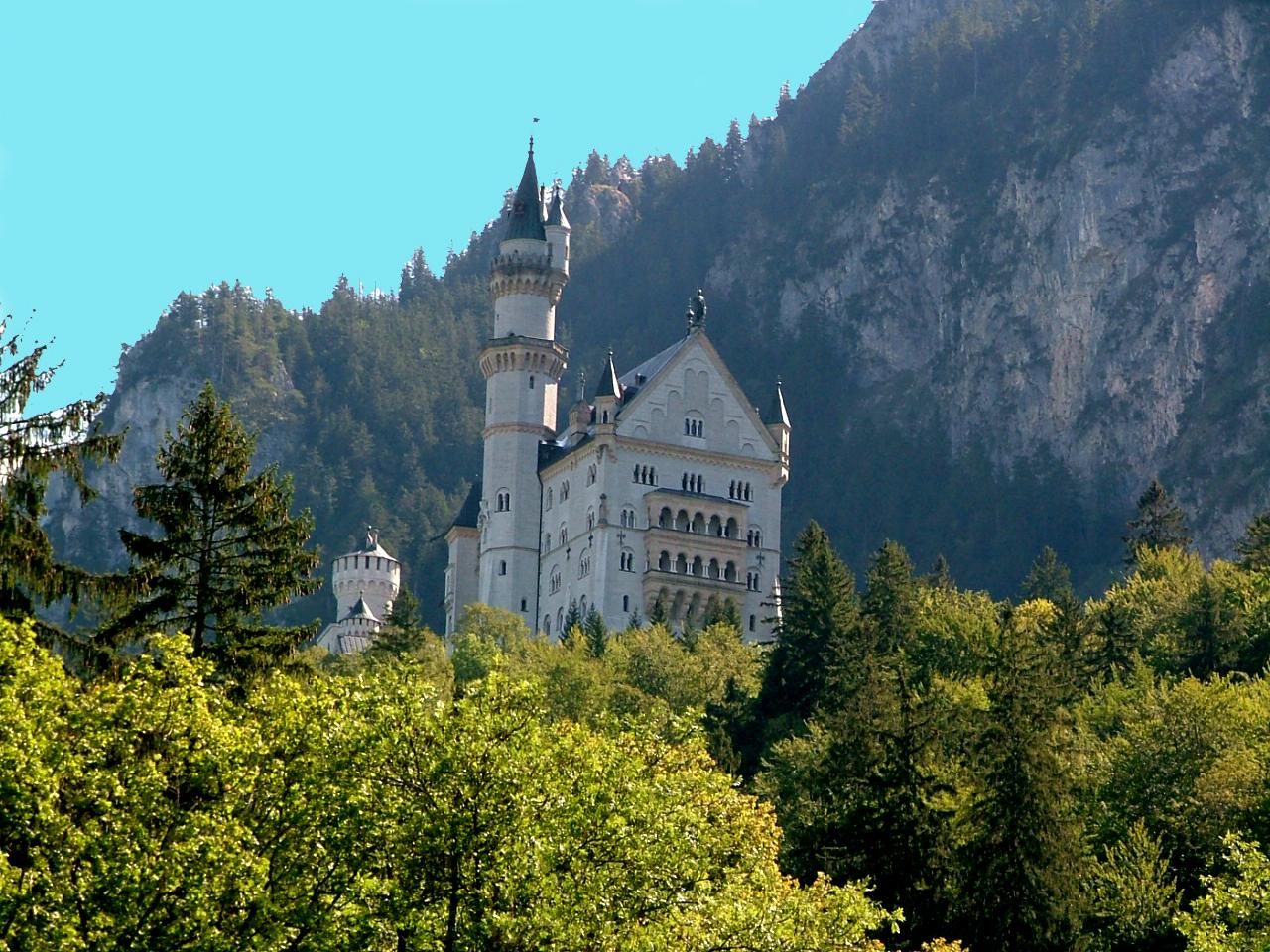
Vue extérieure en contre-plongée du château de Neuschwanstein.
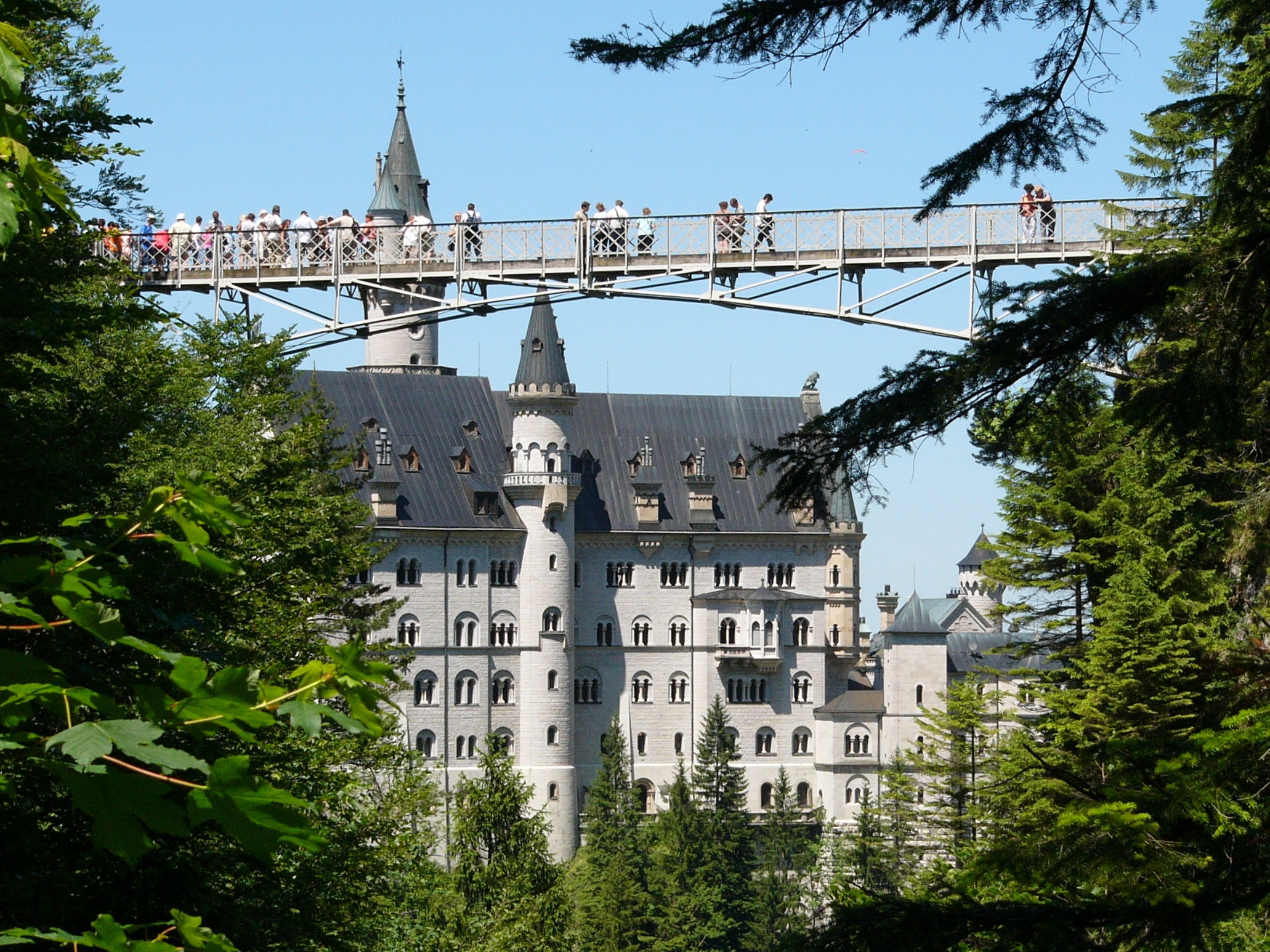
Vue du château et du Marienbrücke (pont de Marie).
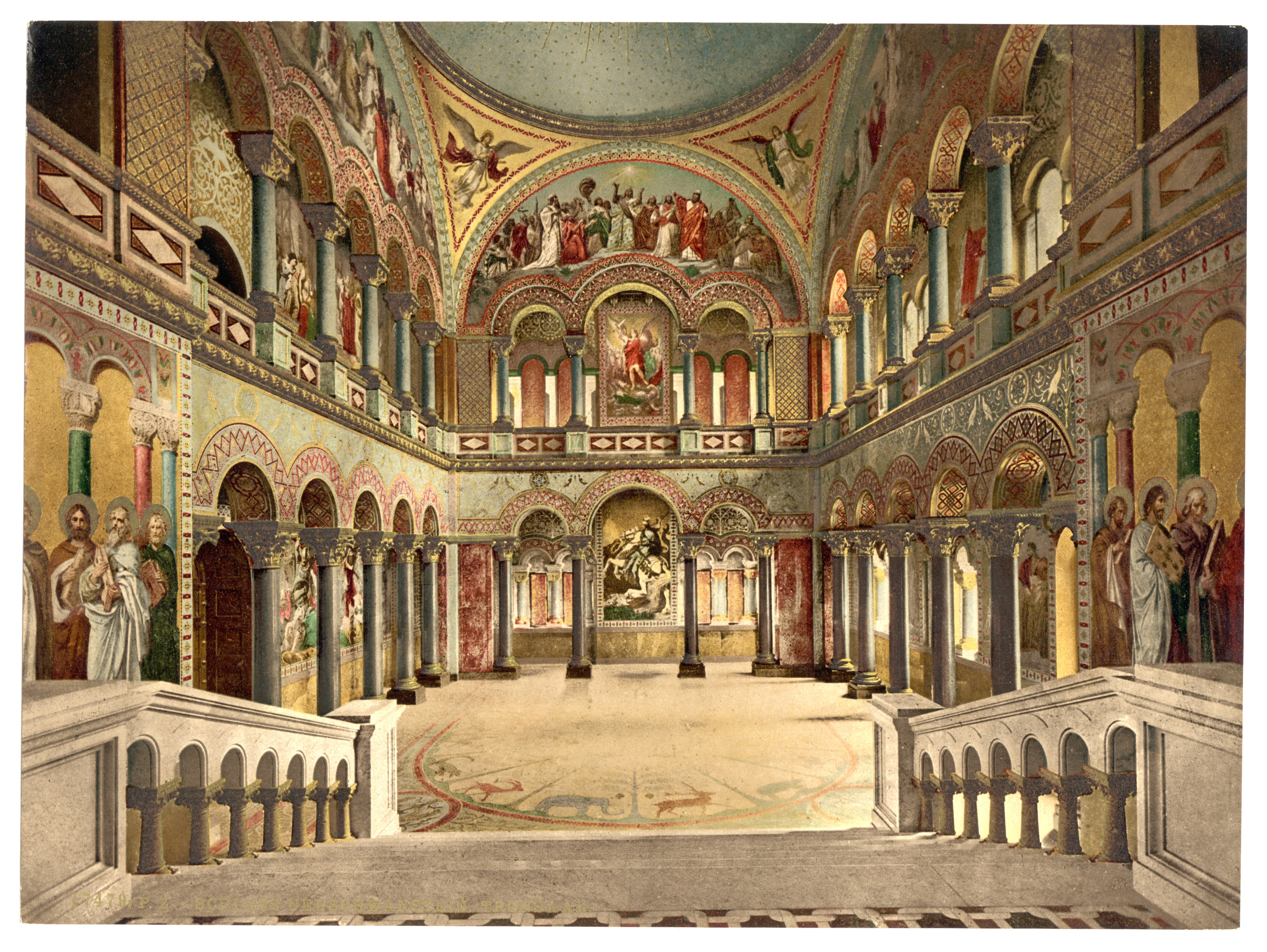
Salle du trône.
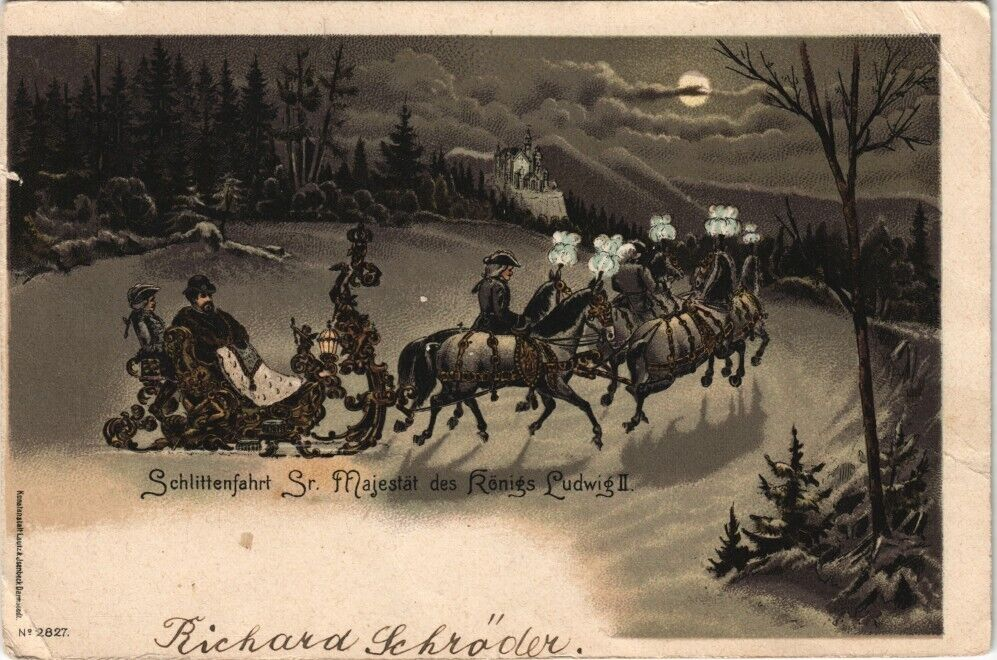
Carte postale "Promenade en traîneau de Sa Majesté le roi Louis II", 1899, Verlag Kunstanstalt Lautz & Isenbeck, Darmstadt, n° 2827, recto.

Vue d'ensemble du chateau. Septembre 2023.

## Dans la culture populaire
- Walt Disney s'est inspiré de Neuschwanstein pour l'architecture du « château de la Belle au bois dormant »[12] du premier Disneyland, ouvert en 1955 en Californie. Celui-ci est devenu le logo des Studios Walt Disney et de ses filiales.
- Le château des Magnans à Jausiers (Alpes-de-Haute-Provence) s'en est également inspiré[réf. souhaitée].

## Protection
Le château est inscrit sur la liste du patrimoine mondial en 2025 par l'UNESCO, en tant que partie du bien « Les châteaux du roi Louis II de Bavière : Neuschwanstein, Linderhof, Schachen et Herrenchiemsee ».